# キルバーン (ダイの大冒険)
キルバーンは、三条陸（原作）と稲田浩司（作画）による漫画、およびそれを原作とするアニメ『DRAGON QUEST -ダイの大冒険-』に登場する架空の人物。
担当声優は田中秀幸（1991年版）、吉野裕行（2020年版）。

## 概要
通称「死神（しにがみ）キルバーン」。大魔王バーンの元へと派遣された冥竜王ヴェルザーの部下。常に使い魔のピロロと行動を共にしている。バーンの魔王軍の中にあって六大軍団には属さず、同軍における失敗者の始末やバーンパレスへの侵入者を排除する任務を帯びた暗殺者として、バーン直属のような立場で独自に活動する。
あくまでもバーンの部下ではなく、同格の相手であるヴェルザーから協力者として遣わされた客分的な存在でもあるため、その地位についてミストバーンは「全魔王軍で唯一別格」「大魔王バーンと対等に近い立場にある」と評している。
軍団長やハドラーも恐れる実力の持ち主で、アバンとも互角に渡り合った。しかし真に恐ろしいのは、相手を罠に掛け無力化させながら命を刈り取るということが平然とできる冷酷・残酷さである。名前の由来はkill（殺す）＋バーンの個人名。また、真の主であるヴェルザーからバーン暗殺の密命を受けていたことから「バーンを殺せ（Kill Vearn）」の暗号名でもある。バーンはヴェルザーとの会話において彼のことを「キル」と呼んでおり、本名は作中で明かされることはなかった。

## 性格・人物
一人称は「ボク」で、他人を翻弄するような飄々とした口調で話す。バーンやヴェルザーに一定の忠誠の態度を見せてはいるが、常に自分の趣味で行動しているようなところがあり、ヴェルザーの陰口を言ったこともある。ミストバーンとは気質が対照的ながら気が合い、互いに「ミスト」、「キル」と呼び合う仲となったが、ミストバーンは彼に自分の正体についての詮索は無用と釘を刺し、両者共に最後まで自分の正体を隠していた。対照的に、プライドが高く冗談を好まないハドラーからは終始一貫、嫌われていた。
陽気そうな物腰とは裏腹に、相手を策に陥れ、もがき苦しんだところを仕留めるのに何よりの喜びを感じるという、陰湿かつ残酷極まりない性格で、離反したバランに刺客として差し向けられた時には、攻撃の前にバーンの唱えた「理想郷」を信じたバランを嘲弄するように「理想郷」の正体が「地上を破壊して全てを地の底の魔界に落とす」ものだとわざわざ教えている。
また、非常に執念深く、恨みや怒りを抱いた相手に対しては執拗に付け狙い、どんな卑怯な手段を用いてもその命を奪おうと試みる。その残酷さはバーンでさえ「おそらく魔界一だろうな」と評するほど。その卑劣なやり口に苦戦を強いられたアバンも「残酷にも劣る残忍」、「お前ほど非道で美点の見つからない敵には出会ったことがない」と露骨に嫌悪を見せていた。
彼の姿を見たということは即座に死を意味することから「死神」と呼ばれ、魔王軍の中にも彼の姿を見た者はいなかったというほど。他者への観察眼もあり、「ポップを葬ればダイ一行の脚は止まる」とごく当初から見抜いていた。また、バーンとミストの前に初めて現れた際「どちら様がバーン様で？」と初対面で彼らの秘密を察したかのような問いかけをしていた。
上述の通り魔王軍でも屈指の実力者であるが、獲物をいたぶることを楽しむあまりに詰めが甘く、ダイたちを何度か絶体絶命まで追い込みながらいずれも止めを刺し損なっており、劇中でも誰一人殺せていない。
アバンはキルバーンの攻撃について力・技・スピードの全てが超一流だが、ここ一番の「必殺の気合い」がないと評価していた。自身の敗北・最期もその性格が災いすることになった（後述）。相手をからかうことを好み、バーンのような大物を相手にしても怯まない大胆不敵さを見せる一方で、自身が皮肉を言われると激高したり、想定外の事態に遭遇すると激しく動揺するなど、精神的には脆い部分もある。

## 外見など
常に笑いの仮面で顔を隠し、黒い道化師のような服装に身を包む。仮面は扇状の飾りが付いており、その両端には星（左目側）、月（右目側）のアクセサリーがあしらわれている。この笑いの仮面は、彼の持つ多数の仮面の中で最も気に入っていたものである。なお、後述するアバンとの決闘では憤怒の仮面を被っている。
死神の異名どおり大振りの鎌「死神の笛」を武器として使用する。また、アバンとの戦いの折には細身のサーベル状の武器を使用した。
どういった能力なのかは不明だが、壁などの物体を透過するようにして現れたり姿を隠したりと、ルーラやリリルーラとは異なる移動手段を披露しており、魔術師（手品師）的な雰囲気も持つ。

## 劇中での軌跡
数百年前、バーンとヴェルザーが停戦協定を結んだ際にヴェルザーの命を受け、バーンの協力者として遣わされた。だが真の使命はバーンの地上征服、破壊の監視と暗殺であり、彼の計画がしくじろうものならその場で始末する命を任されていた。その真意はバーンに一目で見抜かれたものの却って気に入られてミストバーンと並ぶ片腕として迎えられ、ミストバーンもまた大魔王を前にした図抜けた態度に感服し、敬意を払うようになる。キルバーン自身も、そのバーンの対応を「器が大きい」と評し、ミストバーンとの関係と併せて任務とは別に個人としてはバーンたちをそれなりに気に入っていた様子を見せていた。しかし最後まで自分の使命を忘れることは無く、バーンとの関係について「従う義理はあっても義務は無い」と表現している。
六大軍団が健在であった頃はダイたちとの戦いにおいてあまり前面に出ることはなかったが、鬼岩城を失ったことで激昂した勢いから素顔を現そうとしたミストバーンを制し、当初から目を付け危険視していたポップを死の大地に誘い出して暗殺を謀る。ダイに阻止されたが、彼とハドラーとの対決後に再びポップを狙う。しかし、クロコダインの乱入により再び取り逃がしてしまう。二度も獲物を仕留め損ねたことでプライドを傷つけられ、今後もポップを付け狙うようになる。ハドラーが反旗を翻した際にはミストバーンと共に親衛騎団を封じたが、ハドラーがバーンを圧倒した際にアルビナスから「あなたも動いたら黒焦げになる」と牽制され、「人形の分際で」と吐き捨てながら静観を余儀なくされた。ダイ一行がバーンパレスに乗り込んでからは、そこに仕掛けた数々の罠を駆使して抹殺にかかる。ダイがハドラーと決着を付けた瞬間の隙をついて最高傑作の罠である「ダイヤ9」に陥れ、助けに飛び込んだポップもろとも焼き尽くそうとしたが、長い沈黙を破って駆けつけたアバンに罠を破られ、自身も斬りつけられて仮面を割られる。そのことに激怒し、以後はその感情を表す憤怒の仮面を被ってポップよりもアバンを付け狙い、完全決着用の魔界の遺物「ジャッジ」を使ってアバンを亜空間に閉じ込めた。ここでも決闘と称しながらファントムレイザーや事前に改造を施したジャッジといった罠を持ち出し、危なくなるとピロロを使って嘘の命乞いまでするなど、卑劣な手段を散々駆使した。そしてアバンをファントムレイザーで包囲し追い詰め、トドメを刺そうとしたがファントムレイザーを逆利用され、自らの罠で首を飛ばし敗れ去ったと思われていた。

## 正体
その正体は機械人形（ロボット）で、使い魔のピロロこそがそれを操る真のキルバーンであった。この事実が判明したのは原作の最終回においてである。ダイ一行はもちろん、魔王軍にすら気付かれておらず、主であるバーンや同格であるミストバーンも知らなかった模様。キルバーンの人格自体は本物であり、無邪気でおどけたピロロの方が演技である。
操り人形ゆえに、心臓を刺されるといった通常の生物なら致命傷となる攻撃を受けても一切支障はなく、本体にダメージが及ぶこともない。胴体・首を切断されるなど大きく損傷すると機能停止に陥るが、本体が無事ならば魔法の粉をかけるなどの処置を行うことで修復がきく。人形は遠隔操作も可能で、たとえ人形と本体がジャッジの異空間を隔てていても操作に支障は出ない。また、その目を通した映像は全て本体のピロロに送られる。
全身を巡る魔界の強酸性を持つ高温のマグマ成分が原動力となっている。そのため、人形を攻撃した場合、このマグマ成分が武器に付着するため、攻撃に使った武器は腐食される。その威力はドラゴンキラー程度の武器は一刺ししただけで溶けてなくなってしまい、最強の剣の一つであるオリハルコン製の真魔剛竜剣といえども腐蝕して切れ味が鈍るほどに強力で、その自己修復能力を以てしてもすぐには直せなかった。
更に仮面の下には黒の核晶が隠されており、ヴェルザーからは先述の条件を満たしたときに、これを用いてバーンを始末するよう指示を受けていた。顔面を叩き割り核晶を起爆するのが、この機械人形を完全に倒す唯一の方法とされるが、破壊＝爆発なので攻撃した者も爆発に巻き込まれるため、相打ちは確定的でまず助からない。また、黒の核晶の弱点である凍結による停止がマグマ成分の影響により事実上不可能に近いため、回避手段が大幅に限られることになる。それゆえ、最終話にて機械人形の核晶が作動した際、ダイとポップが取った最後の手段は、爆発に巻き込まれることも省みず、爆発物を持って被害が及ばない上空へ運び隔離するという捨身の方法となって、ダイはポップを庇って行方不明になった。
本体のピロロ（真のキルバーン）は氷結系呪文、回復呪文を使えるものの特に戦闘能力が高いというわけではなく、正体を明かし機械人形の核晶を起動させた後、人間たちの絶望を嘲笑って逃げ帰ろうとしたが、アバンの投げたフェザーによって動きを封じられ、マァムの閃華裂光拳を伴う拳打によって倒される。最後に「ちくしょう、だがもうアウトだ」と捨て台詞を残したが、ダイの行動によってその目論見も失敗に終わった。
完全に明示こそされていないが、機械人形や数々の暗殺武器・呪法トラップの製作者本人であることが示唆されている。
いずれも極めて強力なモノが多く、「発明家」や「技術者」としての能力は天才的ともいえる。

## 使用した武器・罠など
死神の笛
柄の部分が笛になっている巨大な黒い鎌。刃の部分に細工があり、風を切る音による催眠効果で気づかれないうちに相手の感覚を奪ってゆく「罠」としても機能する。鬼岩城戦終了時点でのポップを完全に術中に捕らえることができたが、バランには全く通じなかった。また繊細な武器であり、ヒビが入ると感覚を奪う機能が使えなくなる。切れ味も相当なもので、闘気無しでもオリハルコンやコアを貫ける模様。
柄の部分が笛になっていることから、キルバーンは姿を現す際に「死神のメロディ」を奏でている。
キル・トラップ/殺しの罠/死の罠
大魔宮にしかけられた、トランプのカードに対応した魔法的トラップ。物理的なトラップと異なり、呪文による魔法攻撃となる。ただし対戦したアバンによると、この手の魔法トラップは術者が精神的な実行命令を下さねば発動しないものがほとんどであるため、術者は何らかの手段で常にトラップを監視せねばならないという弱点がある。また、アバンの破邪力を極大化したトラマナの呪文で機能を停止させることができた。
ダイとハドラーに対して使ったのは闘気技や物理攻撃をどんな威力だろうと弾き、魔法以外の干渉を受け付けない特性を持った魔界最強の炎を召喚し標的を八方から包み焼く「◇の9（ダイヤ・ナイン）」であり、本人曰く「自信作」。その炎はポップの魔力でも押さえ込んでおくのが精一杯で、完全に吹き飛ばすことはできなかった。他のトラップは事前にミエールの眼鏡を所持するアバンとレオナによってほとんど潰されたため詳細は不明だが、キルバーンによれば小粒なものでも、確実に敵の戦力を削げる罠に仕上がっているらしい。
「殺しの罠」「死の罠（256話）」と表記が異なるが「ジャンプコミックス・パーフェクトブック」では「殺しの罠」となっていた。
ファントムレイザー
頭部の飾りに仕込まれた13本の見えない刃で敵を囲む。重力の影響を受けずに浮遊する完全不可視の刃・ファントムレイザーを各所に設置し、相手の移動により当たってもらうことでダメージを与えることができるという、戦闘中でも使用可能なインスタント・トラップ。ほんの少し接触しただけでもアバンが使用していた剣を簡単に切断したり、キルバーン自身の首を跳ね飛ばしてしまうほど切れ味は鋭い。刃の位置がわかるのは設置者のみだが、他の者に奪われるなどして「設置」されると本来の使い手であるキルバーンも認識できなくなるのが欠点。たとえ使い切っても、本体のピロロがいれば何度でも補充可能。
また、使用者のキルバーンが倒れればその機能を停止する。
バーニングクリメイション
直訳すると「燃え盛る火葬」。魔界のマグマと同じ成分という、キルバーンの血液の性質を利用した彼の切り札。
自身に流れる血を含んだ身体の部位に魔法力で点火し、大火球となったそれを標的に対して投射する。最終決戦時アバンとの戦いにて、自身の腕を切断して使用した。相手を完全に焼き尽くす大技だったが、アバンに直撃したものの灰となったハドラーが起こした「奇跡」がアバンを守っていたため破られ、アバンストラッシュのカウンターによって敗北した。
トランプ
ジョーカーにピロロの絵をあしらったトランプ。キル・トラップとは連動しているらしく、アバンに「◇の9」を破られたときに同じカードが火を吹いて消え去る描写がある。アバンとの決闘時に一度だけトランプを投げつけるシーンがあるが、アバンの投げたフェザーにより中空でかき消されてしまったため、効力は明らかになっていない。普段はこのトランプを使って占いをすることがあり、本人曰く外れたことがないという。また、アバンに決闘を申し込む際に左手の手袋代わりとしてジョーカーのカードを投げつけている。
サーベル
細身のサーベル状の剣。アバンとの「決闘」時に使用した武器。アバンと渡り合うほどの技量を見せ、更にファントムレイザーと併用することでアバンを追い詰めた。ジャッジを用いた罠を破られた際には奥の手であるバーニングクリメイションを繰り出すため、自身の腕を切るのに使用した。
ジャッジ（決闘用マシーン）
声 - 寺島拓篤
古来、魔界の者が決闘で完全決着をつけるために用いたマシーン。その手にした大鎌で、決闘者を専用の異次元空間に引きずり込む（しかしその際にもアバンはそれを察知していた）。決闘の終了時には敗者の首をはね、勝者のみが現実空間に帰還することができる。このマシーンに引きずり込まれた者たちの決闘を外部から妨害することは一切不可能であるが、外部との情報の共有などは可能。キルバーンはかつてデザインを気に入ったため手に入れたと述べていたが、アバンへの復讐のための決闘（と見せかけた罠）にこれを利用することとなった。本来は決闘を中立に取り持つマシーンであるが、キルバーンはこれを自分の味方として改造しており、いざとなれば敵を巻き込んで自爆（メガンテ）するようにしていた。ちなみにジャッジが消滅しても異次元空間はそのままであり、脱出するには特殊な呪文と道具が必要になる。
※デザインは読者が考えた物を基にしている。
バーンの鍵
キルバーンが鬼岩城のハドラーたちの前に姿を現した時に、バーンから預かっていたアイテム。「歩く移動要塞」である鬼岩城を移動させる為に必要なアイテムで、バーンの命令で鬼岩城をギルドメイン山脈の岩石地帯からバーンパレスが隠された死の大地へ移動させる為に持ち込んだ。玉座の裏の邪悪の六星（連載時は六芒星）の紋章の中央部分にあるバーンのエンブレムへ差し込んで鬼岩城を起動、死の大地に移動させた。後に、世界会議が行われているパプニカ王国へ鬼岩城が侵攻する際はミストバーンがバーンから預かり、所持していた。

## 補足
読者による人気キャラクター投票の第2回では、ヒュンケルやクロコダインなど、ダイ側についたキャラクターを除いた魔王軍の中にあって唯一10位以内に入っており、読者人気も高かった。